# Cymolutes torquatus
 Cymolutes torquatus és una espècie de peix de la família dels làbrids i de l'ordre dels perciformes.

## Morfologia
Els mascles poden assolir els 20 cm de longitud total.

## Distribució geogràfica
Es troba des de l'Àfrica oriental fins a les Illes Marqueses i el sud del Japó.